# Аверін Всеволод Григорович
Все́волод Григо́рович Аве́рін (20 лютого 1889, Чепіль — 3 вересня 1946, Харків) — український радянський графік; член об'єдннаня «Художній цех» у 1918—1919 роках; Асоціації художників Червоної України з 1925 року та Харківської організації Спілки радянських художників України з 1938 року. Брат зоолога Віктора Аверіна.

## Біографія
Народився 20 лютого 1889 в селі Чепелі Харківської губернії, Російської імперії (нині Балаклійський район, Харківська область, Україна). 1914 року закінчив Харківське художнє училище, де навчався в Олександра Любимова, Митрофана Федорова, Михайла Пестрикова. Відвідував студії Едуарда Штейнберга та Карла Кіша у Харкові.
Працював у Харкові. 1919 року отримав першу премію на конкурсі за рисунок видавничої марки для харківського книжкового видавництва «Наша мысль».
Помер у Харкові 3 вересня 1946 року.

## Творчість
Працював у галузі книжкової та станкової графіки як анімаліст, переважно в техніці літографії, а також у жанрах портрета й пейзажу. Є автором:
- альбому «Звірі зоосаду» (1929);
- малюнків до казок «Колобок», «Ріпка» (1936), «Куниці» (літографія);
- ілюстрацій:
  - до романів Марка Твена «Янкі з Коннектикуту при дворі короля Артура» та Віктора Гюго «Дев'яносто третій рік» (1926);
  - до окремих творів Льва Толстого, Максима Горького, Лева Квітка, Івана Франка (1936—1939);
  - до «Атласу анатомії людини» академіка Володимира Воробйова (томи 1–5, 1938–1942).

Виконав портрети Миколи Чернишевського, Миколи Добролюбова, Миколи Некрасова, Василя Курочкіна (усі — офорти, суха голка, 1929), Олександра Пушкіна (1937, автолітографія) та інших. 
Станкова графіка
- «Тигриця» (1929);
- серія «Олені біля ясел» (1933);
- «Бій оленів» (1936, естамп);

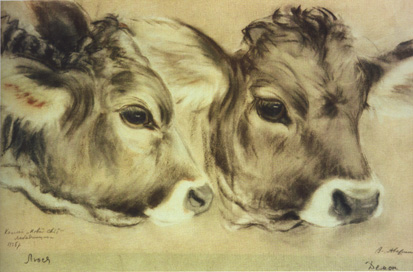
«Телята», 1936

- «Куниці» (1936, папір, літографія; Національний художній музей України)[1];
- «Телята» (1936, папір, пастель);
- «Атлет, бугай…» (1936);
- «Остання путь Пушкіна» (1937);
- «Риби» (1938);
- «Мати» (1940);
- «Жучка» (1941);
- «В стайні» (1945).

Живопис
- «Пейзажі зі стадом» (1945);
- «Перед вечером» (1946).

У творчому доробку є також:
- серії пейзажів — «По Осетії» (1931, загинула у 1943 році), «Крим» (акварель, 1933);
- плакат «Нещадно знищувати вбивців наших дітей» (1941).

На шевченківську тему виконав:
- портрет Шевченка (1939, автолітографія);
- «Тарас Шевченко в редакції журналу „Современник“» (1939);
- «Тарас Шевченко серед представників російської революційно-демократичної літератури» (1939, літографія);
- «Тарас Шевченко в Новопетровському укріпленні» (1939, офорт).

Учасник виставок з 1927 року; республіканських, всесоюзних і зарубіжних з 1930 року, зокрема експонувався на міжнародних виставках у Лейпцигу у 1930 році, Лондоні у 1938 році, Сан-Франциско у 1939 році. Персональні виставки відбулися у Харкові у 1936, 1937, 1949, 1992, 1999  роках.
Твори художника зберігаються в Національному художньому музеї України в Києві, Харківському художньому музеї, Балакліївському краєзнавчому музеї, Національному музеї у Львові, Державній Третьяковській галереї у Москві, Державному Російському музеї у Санкт-Петербурзі, Саратовському художньому музеї, Всеросійському музеї Олександра Пушкіна у Пушкіні, Державному музеї мистецтв Казахстану в Алмати, в приватних колекціях.

## У мистецтві
Портрети художника виконали:
- Євген Вучечич (1941, гіпс; Харківський художній музей);
- Григорій Беркович (1944—1945, олія; Харківський художній музей).